# Government House (Adelaide)

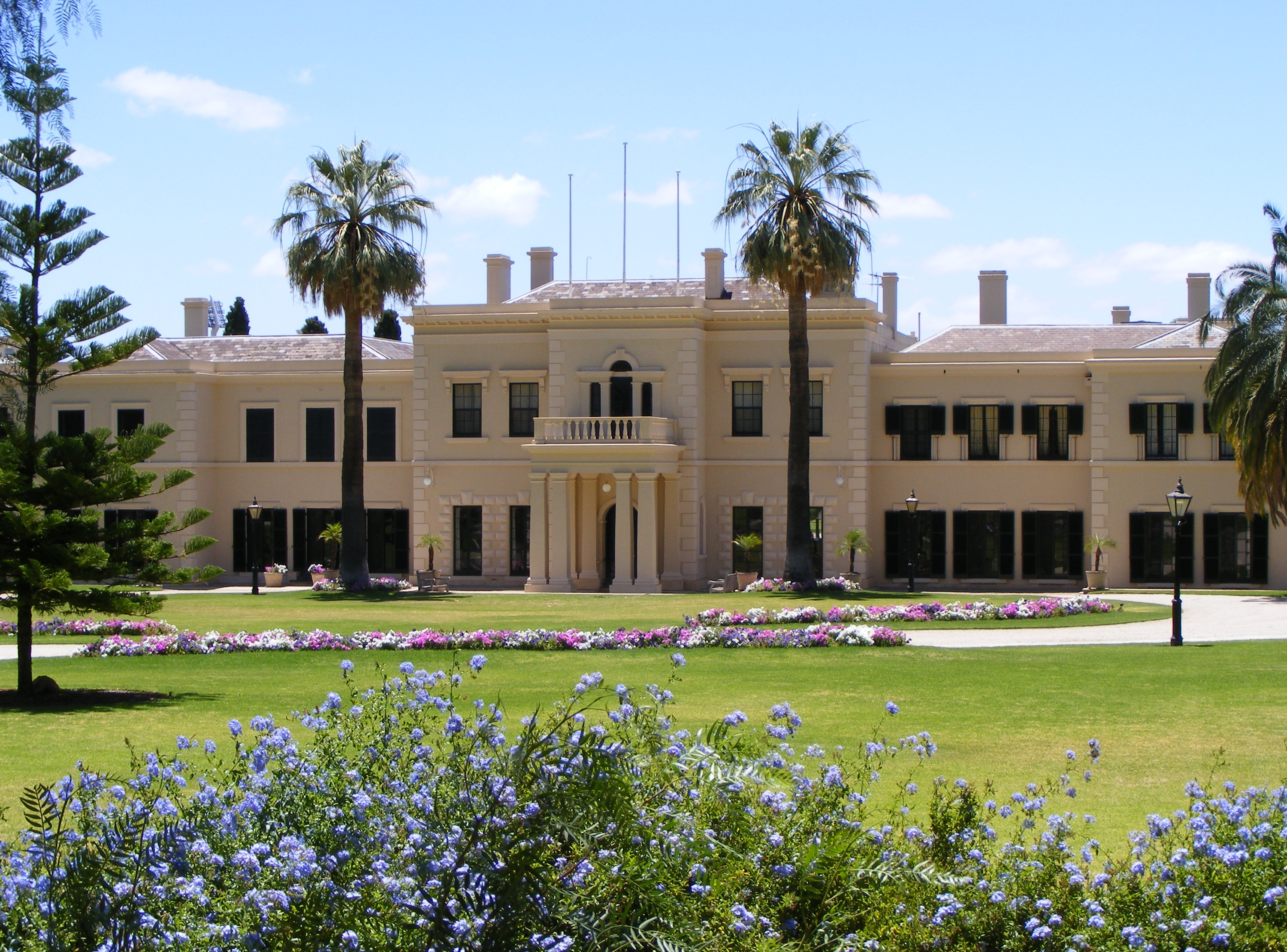
Nordseite des Government House

Das Government House (wörtlich übersetzt Regierungsgebäude) in Adelaide ist die offizielle Residenz und der Amtssitz des Gouverneurs von South Australia.
Als Lieutenant Colonel George Gawler seinen Vorgänger John Hindmarsh 1838 als Gouverneur von South Australia ersetzte, verwarf er Pläne ein ständiges Holzhaus zu errichten und gab Anweisungen ein Haus aus festem Mauerwerk zu bauen. Dieses sollte, falls möglich £4,000, aber nicht über £5,000 kosten.
Man erhielt einen Entwurf des britischen Architekten Edward O’Brien, doch dieser wurde von George Strickland Kingston, dem Assistenten des General-Vermessungstechniker William Light, geändert. Die Angebote, die Kingston erhielt, lagen alle in etwa um die £7,000. Nach weiteren Änderungen der Pläne zur Reduzierung der Kosten wurde der Auftrag schließlich an die Firma Messrs East and Breeze vergeben.
Als erstes wurde der Ostflügel des heutigen Gebäudes erbaut und im Mai 1840 fertiggestellt. Das Government House ist das zweitälteste ständig bewohnte Haus des Staates nach einem kleinen Ferienhaus in Pennington Terrace, North Adelaide, welches erstmals Mitte des Jahres 1839 bewohnt wurde. Nach der Fertigstellung enthielt das Gebäude den heutigen großen Salon, ein kleines Esszimmer und in der oberen Etage drei Schlafzimmer, ein Ankleideraum und zwei Zimmer für die Bediensteten. Nach und nach wurden ein großes Esszimmer für Geschäftsessen, ein großer Ankleideraum, eine Bücherei und ein Arbeitszimmer für den Gouverneur hinzugefügt.
Nachdem Gouverneur Gawler 1841 wieder nach Großbritannien berufen wurde, zum Teil wegen seiner extravaganten Bauvorhaben, setzten seine Nachfolger George Edward Grey und Lieutenant Colonel Frederick Holt Robe auf geringere Ausgaben für das Government House.
Die amtierenden Gouverneure, ihre Familien und ihre Gäste wohnen in allen Zimmern des oberen Stockwerks.
Früher wurden auch Sommer-Residenzen von den Gouverneuren und ihren Familien in den Adelaide Hills genutzt. Das Old Government House liegt im Belair National Park. Dieses wurde 1880 durch Marble Hill in der Nähe von Norton Summit ersetzt, bis dieses durch ein Buschfeuer 1955 zerstört wurde.
Unter den Staatsgästen, die das Government House in Adelaide regelmäßig besuchen, befinden sich zahlreiche Vertreter der britischen Krone. Die britische Königin Elisabeth II. besuchte das Government House bereits sieben Mal (zuletzt 2002).